# فيروس غرب النيل
فيروس غرب النيل أو داء غرب النيل (بالإنجليزية: West Nile Virus - WNV)‏، هو فيروس حيواني المنشأ منقول عبر المفصليات، وتحديدًا بواسطة البعوض. ينتمي إلى جنس الفيروسات المصفرة ضمن فصيلة الفيروسات المصفرة. ينتشر الفيروس في المناطق المعتدلة والاستوائية حول العالم. اكتشف لأول مرة في منطقة غرب النيل في أوغندا، شرق إفريقيا، عام 1937.
كان ظهور فيروس غرب النيل نادرًا ومتقطعًا قبل منتصف تسعينيات القرن العشرين، وكان يُعد من الأمراض ذات التأثير الطفيف على صحة الإنسان. غير أن الوضع تغيّر مع تسجيل تفشٍ في الجزائر عام 1994، تضمن حالات من التهاب الدماغ الناجم عن الفيروس، أعقبه تفشٍ أكبر في رومانيا عام 1996، حيث سُجّلت حالات إصابة بالجهاز العصبي المركزي. ومنذ ذلك الحين، اتسع نطاق انتشار الفيروس ليشمل أنحاء متفرقة من العالم. ففي عام 1999، تم تسجيل أول حالة إصابة في نصف الكرة الغربي بمدينة نيويورك، ومنها انتشر خلال خمس سنوات ليشمل 48 ولاية أمريكية متجاورة، بالإضافة إلى كندا، وجزر الكاريبي، وأمريكا اللاتينية. كما تم توثيق حالات في أوروبا، بما في ذلك اكتشاف سلالة جديدة من الفيروس في إيطاليا عام 2012. يُعد فيروس غرب النيل اليوم من الفيروسات المتوطنة في إفريقيا، وآسيا، وأستراليا، والشرق الأوسط، وأوروبا، والولايات المتحدة، التي شهدت في عام 2012 واحدًا من أسوأ تفشياته.
تُعد البعوضيات الناقل الأساسي لفيروس غرب النيل، في حين تُعتبر الطيور، لاسيما العصفوريات (الجواثم)، المستودع الطبيعي للفيروس. وقد تم عزله أيضًا من بعض أنواع القراد، إلا أن الدراسات تشير إلى أن دورها في نقل العدوى محدود. كذلك، تم رصد إصابات لدى عدد من الثدييات، بما فيها الإنسان، بالإضافة إلى بعض الزواحف مثل تماسيح القاطور والتماسيح الأخرى، وأيضًا لدى أنواع من البرمائيات. وتجدر الإشارة إلى أن العديد من هذه الكائنات، بما فيها الإنسان، لا تُنتج مستويات فيروسية كافية في الدم لنقل العدوى إلى البعوض، وبالتالي لا تُعدّ من العوامل الرئيسية في دورة انتقال الفيروس.
تشير التقديرات إلى أن نحو 80% من حالات الإصابة بفيروس غرب النيل لدى الإنسان تكون دون أعراض سريرية. أما الحالات العرضية، والتي يُطلق عليها عادةً "حمى غرب النيل" عندما لا يصاحبها اعتلال عصبي، فتظهر أعراضها بعد فترة حضانة تتراوح بين يومين و15 يومًا، وتشمل الحمى، والصداع، والتعب، وآلام العضلات، والتوعك العام، والغثيان، وفقدان الشهية، والتقيؤ، والطفح الجلدي. وتُعد أقل من 1% من الحالات شديدة، إذ تتسبب في أمراض عصبية نتيجة تأثير الفيروس على الجهاز العصبي المركزي. تشمل الأعراض العصبية الناتجة عن الإصابة بالفيروس:
- التهاب الدماغ المرتبط بفيروس غرب النيل (West Nile Encephalitis).
- التهاب السحايا الناتج عن الفيروس (West Nile Meningitis).
- التهاب السحايا والدماغ (Meningoencephalitis).
- متلازمة شلل الأطفال الشبيهة (West Nile Poliomyelitis).
- التهاب النخاع الشوكي الذي قد يؤدي إلى شلل رخو حاد.

لا يتوفر حاليًا لقاح معتمد للوقاية من فيروس غرب النيل لدى البشر. وتتمثل الاستراتيجية الأكثر فاعلية في الوقاية من العدوى في مكافحة البعوض، وهي مسؤولية مشتركة بين السلطات المحلية والمؤسسات والأفراد. تشمل التدابير الوقائية التخلص من أماكن توالد البعوض مثل المياه الراكدة في الإطارات القديمة، والدلاء، والمسابح غير المستخدمة.
على المستوى الفردي، يُنصح باستخدام طاردات الحشرات، وتثبيت شبكات على النوافذ، وتجنّب الخروج إلى المناطق التي ينتشر فيها البعوض، خصوصًا من الغسق حتى الفجر. في حال التعرض للسعة بعوضة مُصابة، فإن رفع مستوى الوعي بين أفراد المجتمع، والعاملين في القطاع الصحي، يسهم في الكشف المبكر عن المرض، مما يتيح تقديم الرعاية الطبية المناسبة في الوقت المناسب وتقليل احتمالات تطور الأعراض إلى مضاعفات عصبية خطيرة.

## الأعراض
فترة الحضانة ل فيروس غرب النيل - مقدار الوقت من العدوى إلى بداية ظهور - عادة ما يكون بين 2 و 15 يوما. الصداع يمكن أن يكون عرضا بارزا لحمى فيروس غرب النيل، التهاب السحايا، التهاب الدماغ، قد تكون أو لا تكون موجودة في متلازمة شلل الأطفال. وبالتالي، الصداع ليس مؤشرا مفيدا للفيروس.
- حمى غرب النيل والتي تحدث في 20 في المئة من الحالات، هي حمى متلازمة تسبب أعراض شبيهة بالإنفلونزا[6] معظم وصفات المرض تكون خفيفة، المتلازمة الحادة تكون ما بين 3-6 أيام بعد ظهور الأعراض. بالإضافة إلى ارتفاع في درجة الحرارة، صداع، قشعريرة، والتعرق المفرط، والضعف، والتعب، وتضخم العقد اللمفية، والنعاس، والألم في المفاصل. أعراض الجهاز الهضمي التي قد تحدث تشمل غثيان، تقيؤ، فقدان الشهية، وإسهال. أقل من ثلث المرضى يصبح لديهم طفح جلدي.
- الفيروس الموجه للعصب والذي يحدث في أقل من 1 في المئة من الحالات، هو عندما يصيب الفيروس الجهاز العصبي المركزي مما يؤدي إلى التهاب السحايا والتهاب الدماغ و متلازمة تشبه شلل الأطفال.[7] كثير من المرضى الذين يعانون من فيروس غرب النيل لديهم دراسات التصوير العصبي الطبيعي، على الرغم من أن التشوهات قد تكون موجودة في مختلف المناطق الدماغية بما في ذلك العقد القاعدية، المهاد، المخيخ، و جذع الدماغ.[7]
- التهاب الدماغ بسبب فيروس غرب النيل هو العرض الأكثر خطورة للفيروس. أعراض مشابهة لالتهاب الدماغ الفيروسي الآخر مع الحمى والصداع. بالإضافة إلى ضعف العضلات (30 إلى 50 في المئة من المرضى الذين يعانون من التهاب الدماغ)، غالبا يعانون من انخفاض أعراض الخلايا العصبية الحركية، والشلل الرخو، مع عدم وجود تشوهات الحسية.[8][9]
- التهاب السحايا بسبب فيروس غرب النيل عادة ما ينطوي على الحمى والصداع. زيادة الكريات البيض، زيادة في خلايا الدم البيضاء في السائل النخاعي.
- التهاب السحايا والدماغ بسبب فيروس غرب النيل هو التهاب في الدماغ (التهاب الدماغ) والسحايا (التهاب السحايا).
- التهاب شلل الأطفال بفيروس غرب النيل، هو متلازمة الشلل الرخو الحاد، وهو أقل شيوعا من التهاب الدماغ والتهاب السحايا. وتتميز هذه المتلازمة عموما ببداية حادة من ضعف الأطراف غير المتماثلة أو الشلل في غياب فقدان الحسية. الألم يسبق أحيانا الشلل. يمكن أن يحدث الشلل في غياب الحمى، والصداع، أو الأعراض الشائعة الأخرى المرتبطة بالعدوى. وقد يشمل الفيروس عضلات الجهاز التنفسي، مما يؤدي إلى فشل الجهاز التنفسي الحادة. وقد لوحظ أن الحالات المبلغ عنها لها الحفاظ الأولي على ردود الفعل، وهو أمر غير متوقع لمشاركة القرن الأمامي النقي. وقد اقترحت قطع تأثير الخلايا العصبية الحركية العليا على خلايا القرن الأمامي ربما عن طريق التهاب النخاع.[10]
- المضاعفات غير العصبية من عدوى فيروس غرب النيل نادرا ما تحدث وتشمل التهاب كبدي، التهاب البنكرياس،[11] التهاب العضلة القلبية، انحلال الربيدات،[12] التهاب الخصية،[13] التهاب الكلى، التهاب العصب البصري[14] و اضطراب نظم قلبيو حمى نزفية فيروسية مع اعتلال خثري.[15] التهاب المشيمية والشبكية قد يكون أيضا أكثر شيوعا مما كان يعتقد سابقا.

## انتقال الفيروس
تحدث العدوى البشرية، في أغلب الأحيان، نتيجة لدغات البعوض الحامل للفيروس. ويكتسب البعوض العدوى عندما يتغذى من الطيور التي تحمل الفيروس في دمها طيلة بضعة أيام. وقد ينتقل الفيروس، خلال الوجبات الدموية اللاحقة (عبر لدغ البعوض) إلى البشر والحيوانات، حيث يمكنه التكاثر وربّما إحداث المرض.
قد ينتقل الفيروس أيضاً من خلال مخالطة حيوانات أخرى حاملة له أو مخالطة دمها أو أنسجتها.
قد سُجّل وقوع عدد ضئيل جداً من الحالات البشرية عن طريق زرع الأعضاء ونقل الدم والرضاعة الطبيعية. كما أُبلغ عن حدوث حالة واحدة فقط من حالات انتقال الفيروس عبر المشيمة (من الأم إلى طفلها).
لم يُوثّق، حتى الآن، حدوث أيّة حالة من حالات انتقال فيروس غرب النيل بين البشر عن طريق المخالطة العارضة، كما لم يُبلّغ قط عن انتقاله إلى العاملين الصحيين عند يتخذون الاحتياطات المعيارية الخاصة بمكافحة العدوى.
قد تم الإبلاغ عن انتقال فيروس غرب النيل إلى عمال المختبرات.

## التشخيص
يمكن تشخيص فيروس غرب النيل باستخدام عدد من الاختبارات المختلفة:
- انقلاب تفاعلية أضداد الغلوبولين المناعي G (أو زيادة كبيرة في عيارات الأضداد) في عيّنتين متسلسلتين تم جمعهما بفارق أسبوع عن طريق مقايسة الممتز المناعي المرتبط بالأنزيم.
- التقاط أضداد الغلوبولين المناعي M عن طريق مقايسة الممتز المناعي المرتبط بالأنزيم.
- الاختبارات الاستعدالية.
- الكشف عن الفيروس من خلال النسخ العكسي- تفاعل البوليميراز السلسلي.
- عزل الفيروس عن طريق الزراعة الخلوية.[19]

يمكن الكشف عن الغلوبولين المناعي M في معظم عيّنات السائل الدماغي النخاعي والعيّنات المصلية المجموعة من المرضى المصابين بفيروس غرب النيل عند التماسهم الاستشارة الطبية. وقد تظلّ أضداد الغلوبولين المناعي M قائمة لمدة تتجاوز العام. 

## العلاج واللقاح
يُقدم للمصابين بالمرض الذي يغزو الأعصاب علاج داعم ينطوي، في غالب الأحيان، على المكوث في المستشفى وتلقي السوائل داخل الوريد وخدمات دعم التنفسي والوقاية من العداوى الثانوية. ولا يوجد أيّ لقاح لمكافحة الفيروس لدى البشر.

## النواقل والحيوانات الثوية
يبقى فيروس غرب النيل منتشراً في الطبيعة بفضل دورة انتقاله بين البعوض والطيور. وبشكل عام يُعتبر البعوض من جنس الباعضة، ولاسيما الباعضة الناصبة، الناقل الرئيسي له. ويظلّ الفيروس منتشراً في أسراب البعوض بفضل الانتقال العمودي (من البعوض البالغ إلى البيض).
الطيور هي مستودع فيروس غرب النيل. ومن النادر نفوق الطيور بسببه في أوروبا وأفريقيا والشرق الأوسط وآسيا. ومن اللافت، على عكس ذلك، أنّ الفيروس شديد الإمراض بالنسبة للطيور في إقليم الأمريكتين. ولوحظ أنّ الطيور المنتمية إلى عائلة الغربان معرّضة لمخاطره بوجه خاص، ولكن تم الكشف عنه في طيور نافقة وطيور على وشك النفوق تنتمي إلى أكثر من 250 نوعاً. ويمكن أن تكتسب الطيور العدوى بطرق متنوعة أخرى غير لدغات البعوض. والجدير بالذكر أنّ قدرة الطيور على إبقاء دورة انتقال الفيروس تختلف باختلاف أنواعها.
تمثّل الخيول، شأنها شأن البشر، «طريقاً مسدوداً» بالنسبة للفيروس، وذلك يعني أنّ الخيول والبشر لا ينقلون العدوى بعد اكتسابها. ومن الملاحظ أنّ العداوى المصحوبة بأعراض لدى الخيول نادرة أيضاً وخفيفة بصورة عامة، ولكن يمكنها إحداث مرض عصبي، بما في ذلك التهاب الدماغ والنخاع المميت.

## الوقاية

### الوقاية من انتقال العدوى بين الخيول
نظراً لظهور فاشيات فيروس غرب بين الحيوانات قبل ظهورها بين البشر، فإنّ من الضروري وضع نظام لترصد صحة الحيوان بشكل نشط من أجل الكشف عن الحالات الجديدة بين الطيور والخيول والتمكّن من إعطاء إنذارات مبكّرة للسلطات المعنية بالصحة البيطرية والصحة العمومية. ومن المهمّ، في إقليم الأمريكتين، مساعدة المجتمعات المحلية من خلال إبلاغ السلطات المحلية بالطيور النافقة.
قد تم استحداث لقاحات لفائدة الخيول. أمّا العلاج فهو داعم ومتساوق مع الممارسات البيطرية المعيارية الخاصة بالحيوانات المصابة بعامل فيروسي.

#### الحد من مخاطر إصابة البشر بالعدوى
نظراً لعدم وجود أيّ لقاح فإنّ السبيل الوحيد للحد من العدوى بين البشر هو إذكاء الوعي بعوامل الخطر وتثقيف الناس بشأن التدابير التي يمكنهم اتخاذها للحد من أشكال التعرّض للفيروس.
ينبغي أن تركّز الرسائل الصحية العمومية التثقيفية على الإجراءات التالية:
- تخفيض مخاطر انتقال العدوى عن طريق البعوض. ينبغي أن تركّز جهود الوقاية، أوّلاً، على حماية الأشخاص والمجتمعات المحلية من لدغات البعوض باستعمال الناموسيات ومنفّرات البعوض الشخصية وبارتداء ألبسة فاتحة اللون (قمصان طويلة الأكمام وسراويل) وتجنّب القيام بأنشطة في الهواء الطلق حينما يبلغ نشاط البعوض ذروته.[17]
- تخفيض مخاطر انتقال العدوى من الحيوانات إلى البشر. ينبغي ارتداء القفازات وغيرها من الملابس الحمائية عند مناولة الحيوانات المريضة أو أنسجتها، وأثناء عمليات ذبح الحيوانات وإعدامها.
- تخفيض مخاطر انتقال العدوى عن طريق عمليات نقل الدم وزرع الأعضاء. ينبغي النظر، أثناء وقوع الفاشيات، في إمكانية فرض قيود على عمليات التبرّع بالدم والأعضاء وإمكانية إجراء فحوص مختبرية في المناطق المتضرّرة بعد تقييم الوضع الوبائي السائد على الصعيدين المحلي والإقليمي.[23]

##### مكافحة النواقل
تعتمد وقاية البشر بشكل فعال من الإصابة بعدوى فيروس غرب النيل على وضع برامج شاملة ومتكاملة لترصد البعوض ومكافحته في المناطق التي ينتشر فيها الفيروس. وينبغي أن تكشف الدراسات عن أنواع البعوض المحلية التي تؤدي دوراً في نقل الفيروس، بما في ذلك الأنواع التي قد تقوم بدور «الجسر» الرابط بين الطيور والبشر. كما ينبغي التركيز على تدابير المكافحة المتكاملة، بما في ذلك الحد من البعوض في المصدر (بمشاركة المجتمعات المحلية) وإدارة المياه واستعمال المواد الكيميائية وأساليب المكافحة البيولوجية.

###### الوقاية من العدوى في مرافق الرعاية الصحية
ينبغي للعاملين الصحيين الذين يقدمون خدمات الرعاية لمرضى يُشتبه في إصابتهم بعدوى فيروس غرب النيل، أو مرضى تأكّدت إصابتهم بتلك العدوى، أو الذين يناولون عيّنات جُمعت من هؤلاء المرضى، تنفيذ الاحتياطات المعيارية الخاصة بمكافحة العدوى. كما ينبغي أن تُناول العيّنات التي تُجمع من أشخاص يُشتبه في إصابتهم بعدوى فيروس غرب النيل، أو من حيوانات يُشتبه في إصابتها بتلك العدوى، من قبل عاملين مدرّبين يعملون في مختبرات تمتلك المعدات المناسبة.

## منع مكاره البعوض والحشرات
تجنب لسعات البعوض وتقليص خطر التعرض إلى اللسع هي الركائز الأساسية للحماية الناجعة. يجب اتخاذ وسائل الحماية خلال ساعات الظلام (من غروب الشمس حتى شروقها)، وهي ساعات نشاط البعوض. هناك وسائل كثيرة للاحتماء من البعوض: ملابس طويلة، تركيب مشبكات (مناخل) على النوافذ واستعمال مراوح تهوية. إضافة إلى ذلك، هناك وسائل كيماوية مثل: مستحضرات طاردة للبعوض للطلي على الجسم، مصائد جذب للبعوض ومستحضرات للرش في الهواء. عند استعمال مستحضرات كيماوية، يجب استعمال مستحضرات ذات رخصة سارية المفعول فقط والحرص على تعليمات الاستعمال ووسائل الحذر المفصلة على ملصقات المستحضرات. 
إناث البعوض معتادة على وضع بيوضها في تجمعات المياه الراكدة، وكمية صغيرة من الماء تكفي لتطور البعوض. 
يمكن تقليص نشاط البعوض في مجال الفرد، في البيت أو في الساحة عن طريق القيام بالخطوات التالية:
- يجب إفراغ/تبديل المياه في المزهريات، الأطباق السفلى للأصص، أغطية برك السباحة، الإطارات القديمة، البراميل والدلاء، كما يجب تبديل الماء في أواني شرب الحيوانات المدللة والأواني الأخرى مرة واحدة على الأقل كل أسبوع.
- في حالات كثيرة لا نكون واعين لوجود مصادر مياه صغيرة في مجالنا، ولذلك يجب البحث عن مصادر كهذه مثل حاويات ونفايات موجودة في أماكن مخفية مثل ادغال نباتية، أقبية وأسطح المنازل.[27]
- يجب الاهتمام بوجود أسماك في برك الزينة.
- يجب تنظيف وتفريغ المرازيب.
- يجب إبعاد الحاجيات القديمة غير مستعملة من المحيط والتي يمكنها أن تجمع الماء في داخلها.
- من المهم تبليغ السلطة المحلية بوجود مكاره مائية وآفات بعوض في المناطق العامة، لكي تعمل السلطة المحلية على التخلص منها.

## استجابة منظمة الصحة العالمية
يدعم كل من مكتب منظمة الصحة العالمية الإقليمي لأوروبا وإقليم المنظمة للأمريكتين، بقوة، أنشطة ترصد فيروس غرب النيل وأنشطة الاستجابة لفاشياته في أوروبا وأمريكا الشمالية وأمريكا اللاتينية ومنطقة البحر الكاريبي، وذلك بالتعاون مع المكاتب القطرية والشركاء الدوليين.

## وصلات خارجية
- آخر تطورات تشخيص ومطاعيم فيروس غرب النيل